# 灣縣 (佛羅里達州)
灣县（英語：Gulf County）是美國佛羅里達州的一個縣，位於佛羅里達狹地中部，臨墨西哥灣。面積1,928平方公里。根據美國2000年人口普查，共有人口13,332人，2005年人口13,975人。縣治聖喬港（Port St. Joe）。
成立於1925年6月6日。縣名來自墨西哥灣。
1. ↑  .   [June 20, 2018]. （原始内容存档于June 20, 2018）.